# Begovina
Begovina (cyr. Беговина) – wieś w Czarnogórze, w gminie Danilovgrad. W 2011 roku liczyła 277 mieszkańców.